# 第二頸神經
第二頸神經（Cervical spinal nerve 2, C2）是頸節脊神經的第二個分支，發源於樞椎上方（C2）。它與C1（有時也有C3）共同組成頸襻上根（Superior root），與C3共同組成頸襻下根（Inferior root）。
第二頸神經支配的皮節（Dermatome）包含枕外隆突外側至少一公分、外耳後方至少三公分的區域。

## 腹枝
第二頸神經腹枝與其他頸神經的腹枝共同組成頸神經叢（Cervical plexus），從中分支出三個皮支：
- 枕小神經：負責外耳後上方的頭皮感覺。
- 耳大神經：與C3共同負責耳廓與耳道一帶的皮膚感覺。
- 頸橫神經（英语：Transverse cervical nerve）：與C3共同負責頸部前面的皮膚感覺。

第二頸神經與C1與C2組成一個肌節，負責點頭與抬頭，共同支配兩對肌肉：
- 頭前直肌（英语：Rectus capitis anterior muscle）
- 頭側直肌（英语：Rectus capitis lateralis muscle）[2]

## 背枝
C2有頸神經中最發達的背枝，行經寰椎後椎弓與樞椎椎板（lamina）之間，頭下斜肌之下，之後形成內外兩支：

### 內側分支
第二頸神經背枝內側分支，又稱枕大神經，從中分出支配頭半棘肌（Semispinalis capitis）的肌肉支（運動神經），並負責頭皮後上方的感覺。

### 外側分支
較為次要，包含通往斜方肌（Trapezius）、頭最長肌（Longissimus capitis）與頭半棘肌（Semispinalis capitis）的神經纖維。